# Walter Becker
Pour les articles homonymes, voir Becker.
Walter Carl Becker, né le 20 février 1950 dans le Queens (New York) et mort le 3 septembre 2017 à Manhattan (New York), est un auteur-compositeur, bassiste, guitariste et chanteur américain et le cofondateur avec Donald Fagen du groupe Steely Dan.
Becker rencontre son partenaire de composition Donald Fagen à la fin des années 1960 alors qu'ils étudient au Bard College. Après des débuts dans leur ville de New York, ils s'installent en Californie en 1971 et fondent Steely Dan, qui rencontre un grand succès critique et commercial pour les dix années à venir. Après la dissolution du groupe en 1981, Becker part vivre à Hawaï et réduit ses activités musicales, travaillant principalement comme producteur.
Becker et Fagen refondent Steely Dan en 1993 et le groupe reste actif à travers de nombreuses tournées et la publication de deux nouveaux disques, dont l'album Two Against Nature en 2000 qui remporte quatre Grammy Awards dont celui d'album de l'année. Walter Becker publie également deux albums solo, 11 tracks of Whack en 1994 et Circus Money en 2008.  Absent pour les concerts du groupe en juillet 2017 à la suite d'un traitement pour un cancer de l'œsophage foudroyant, Walter Becker meurt le 3 septembre à l'âge de 67 ans.

## Biographie
Walter Becker grandit dans le comté de Westchester et à Forest Hills (New York). Il est diplômé de la Stuyvesant High School de Manhattan, promotion de 1968. Après des débuts au saxophone, il change d'instrument pour la guitare et reçoit une formation à la technique du blues par son voisin Randy Wolfe qui, sous le nom de Randy California, est sur le point de fonder le groupe Spirit.
Walter Becker rencontre Donald Fagen, son associé musical à long terme, l'autre moitié de Steely Dan, en suivant les cours du Bard College. La carrière de jeunesse de Becker et Fagen commence notamment en tant qu'accompagnateurs du groupe américain « Jay and the Americans », et au début des années 1970, en tant que compositeurs résidents pour la compagnie ABC. ils y rencontrent leur producteur, Gary Katz et leur ingénieur du son, Roger Nichols, et fondent en 1971 le groupe Steely Dan. 
Becker et Fagen partent s'installer à Los Angeles et le groupe sort son premier disque en 1972, Can't Buy a Thrill. Le succès est au rendez-vous. L'album Pretzel Logic en 1974 est le premier où Walter Becker, initialement bassiste du groupe, assure aussi des parties de guitare. Après ce disque, ils se séparent des autres musiciens de Steely Dan, arrêtent les tournées pour les 19 années à venir, et restent un duo travaillant exclusivement en studio, Becker joue de la basse et de la guitare, Fagen est au chant et aux claviers. Ils sont dès lors accompagnés pour leurs compositions sur les albums suivants par la crème des musiciens américains, qu'ils engagent et changent à volonté,. Leur album Aja en 1977 rencontre un grand succès critique et commercial, Fagen et Becker gagnent une réputation de perfectionnistes et sont loués pour le son de leurs disques et la qualité de leurs compositions. En 1980, la petite amie de Walter Becker meurt d'une overdose d'héroïne dans leur appartement, puis le musicien est sévèrement blessé en étant renversé par un taxi. Un dernier disque sort la même année, Gaucho, qui est disque de platine, et ils cessent leurs activités. 
À la suite de la séparation de Steely Dan en 1981, Walter Becker déménage pour s'installer à Hawaï où il cultive des avocats et commence une carrière de producteur, pour des artistes aussi divers que Rickie Lee Jones, China Crisis ou Michael Franks. Il rejoint Fagen brièvement pour collaborer au premier album de la chanteuse américaine Rosie Vela (en). Leur collaboration reprend au milieu des années 90, lorsqu'ils décident d'effectuer des tournées sous le nom de Steely Dan à partir de 1993, puis lorsque Becker produit l'album Kamakiriad de Fagen la même année. En retour, Fagen coproduit le premier album solo de Becker en 1994, intitulé 11 Tracks Of Whack. En 2000, 20 ans après Gaucho, Steely Dan sort l'album Two Against Nature qui est récompensé de quatre Grammy Award dont celui de l'album de l'année. Les deux musiciens sont introduits au Rock and Roll Hall of Fame en 2001. La dernière œuvre originale du groupe sort en 2003,  Everything Must Go, dans lequel Becker chante son unique chanson, Slang of Ages. En 2008, Walter Becker enregistre à New York son second album solo, Circus Money.
Par ailleurs, de 1993 à 2017, Steely Dan (Fagen et Becker accompagnés d'une section de cuivres, de trois choristes, du guitariste Jon Herington, de différents bassistes, batteurs - Keith Carlock tient le poste depuis 2003 - et claviériste) ne cessent de se produire sur scène au cours de très nombreuses tournées, donnant jusqu'à 60 concerts par an.  La dernière prestation sur scène de Steely Dan avec Walter Becker a lieu le 27 mai 2017 à Greenwich dans le Connecticut, mais en juillet, il est absent pour les concerts « Classic West » et « Classic East » à Los Angeles et à  New York. Donald Fagen y annonce que son partenaire « se remet d'une intervention et avec un peu de chance il sera sur pied très bientôt».
Victime d'un cancer de l’œsophage détecté seulement quatre mois auparavant, il meurt à New York le 3 septembre 2017 à l'âge de 67 ans,. Le même jour, Donald Fagen lui rend hommage dans une tribune sur le site du magazine Rolling Stone, où il écrit « Walter Becker avait l'esprit acéré, il était un excellent guitariste et un grand auteur-compositeur. Il n'avait aucun espoir en la nature humaine, y compris la sienne, et il était drôle à se damner.». Il conclut « J'ai l'intention de garder vivante la musique que nous avons créée ensemble aussi longtemps que je le pourrai avec le groupe Steely Dan ». Walter Becker est incinéré sans cérémonie (selon ses volontés) dans sa ville de New York. En octobre 2018 à New York, une rue à son nom est inaugurée dans le quartier du Queens où il a grandi.

## Discographie

### Albums studio
- 11 Tracks of Whack (en) (1994)
- Circus Money (en) (2008)